# Фомкины Сады
Фо́мкины Сады́ — посёлок в городском округе Сызрань Самарской области России.

## География
Примыкает к городу Сызрань.

## Население
| 2010 |
| ---- |
| 0    |

## Инфраструктура
- Сызранский плодопитомник
- Кладбище «Фомкин сад»

## Транспорт
Автодороги. Остановка автобусов 7 и 15 «Сызранский плодопитомник» (на декабрь 2019).
Ближайшие железнодорожные станции — Новообразцовое и Сызрань-2 находится в Сызрани.

## Люди связанные с посёлком
- Смолин, Григорий Борисович — советский военный деятель, полковник.